# Hemiphileurus dyscritus
Hemiphileurus dyscritus är en skalbaggsart som beskrevs av Brett C.Ratcliffe 2003. Hemiphileurus dyscritus ingår i släktet Hemiphileurus och familjen Dynastidae. Inga underarter finns listade i Catalogue of Life.